# Quỳnh Hoa, Quỳnh Phụ
Quỳnh Hoa là một xã thuộc huyện Quỳnh Phụ, tỉnh Thái Bình, Việt Nam.
Xã có diện tích 7,77 km², dân số năm 2014 là 7616 người, mật độ dân số đạt 892 người/km². Xã có Đền Ngọc Quế là nơi thờ vị thần tên là Đỗ Huyến.